# 魔法飞球
《PangYa 魔法飛球》是韓國Ntreev Soft開發、發行的幻想高爾夫網路遊戲。

## 玩法
游戏的目标是在尽可能少的击球数内，将球击入洞中。

### 擊球操作解說
和其他電腦高爾夫遊戲類似，魔法飛球中使用三次點擊（也可使用空格鍵）來打出球：第一次點擊觸發位於螢幕下方的力道指針開始於力道棒上往右移動，第二次點擊決定多少擊球力道。第三次點擊則是玩家們必須盡可能將力道指針對準力道棒左邊較狹小的紅色區域中央處（依地面坡度會有不同）的白線，多接近白線會決定擊球有多準確，這時球就會擊出。如果指針確實落在白線誤差範圍內（軟體自動判斷），則打出球同時，就會出現一個“PangYa”的Logo畫面效果及人聲音效，遊戲名稱也是由此而來。

### 特技球
在擊球時按下特定的鍵並且對準白線區擊出PangYa後，如果又有足夠的能量格數量（下面會說明）時，再透過特定的按鍵順序，就可以擊出特技球（這些技巧多是在現實中做不到的）。

## 游戏货币系统
在游戏中可以得到Pang（金币）。用真实货币可以购买Cookie（点卷）。Pang和Cookie都可以在游戏中的商店里购买道具，但用Cookie购买的物品外观或是能力要比Pang购买的物品稍好一些，而升级物品的能力则只能用Pang。

### 游戏模式
- 对战模式
这个模式下，2－4名玩家轮流击球，依据高尔夫的规则，离球洞最远的人先击球，在设定洞数过后游戏结束。
以較低分數（杆数）決定勝負，若分數相同則以該次遊戲獲得Pang較多來決定勝負（特殊道具獲得的Pang和紅利Pang不會影響勝負）分數相同Pang幣相同時則打和。
可選擇進行3洞遊戲／6洞遊戲／9洞遊戲／18洞遊戲，完成遊戲後，會根據玩家人數、進行遊戲洞數得到紅利Pang。一般情況下，最少有30紅利Pang。

- 组队对战模式
组队对战模式中玩家分成红蓝两组，每组的两个人轮流打球。
分数以洞而不是以杆计算，勝負只受分數較低而決定，分數相同時則由Pang較多的一方獲勝。

- 大会模式
这个模式下，10－30名玩家各自在房主指定时间（9洞可选择25分鐘／30分鐘／35分鐘／40分鐘）内打完9或18洞，最后以总成绩计算排名。
以較低分數決定勝負，若分數相同則以該次遊戲獲得Pang較多來決定勝負（特殊道具獲得的Pang和紅利Pang不會影響勝負）
另外也要注意進行遊戲的時間，若時間一到而沒有完成遊戲，該玩家則會以目前獲得的分數來排名。
在該次遊戲中，會以玩家的平均等級來劃分成數個級別的大會比賽（業餘5－1、職業1－5）。
  - 不同級別及玩家人數會影響該次排名可獲得獎牌的數目，舉例：
業餘3，30人的大會模式，排名6－4的玩家可獲得銅牌，排名3－2的玩家可獲得銀牌，第1名的玩家獲得金牌。換言之有6名玩家可以獲得獎牌。
目前有球童報告可以使用（新手F－A無法使用），打完大會時間未到或尚有玩家仍在進行的情形之下可以先行離開使用球童報告，之後去禮物盒開啟報告即可。

一般情況下，沒有紅利Pang。完成遊戲後，若該次是第一次在該場景進行遊戲或該次遊戲破了自己在該場景的最佳紀錄，就會獲得1000紅利Pang。
一些國家的PangYa會辦特殊獎盃的活動。
但是在第三季的更新后，使用随机模式结束18洞可以获得20%的额外红利。
- 聊天模式
魔法飞球第三季中新增了可以在球场上控制人物走动并与其他用户聊天或交易的聊天模式。

## 故事
很久以前，PangYa的世界是非常祥和的。但有一天，黑暗势力在PangYa各地设下了吸收生命力的结界，从此PangYa的世界一天一天地失去他的生机。

后来人们找到了净化结界的方法：生命力从地面上的破洞中流失，只要用不可思议的魔法制成集聚生命力的神秘之球“Aztec”，再将球放入结界中就可将它净化。但Aztec不能用手触碰，PangYa的人们便找来了异世界的勇者用高超的手法将球放入结界中。

PangYa的世界就这样得救了，为了纪念勇者的帮助，PangYa各地开始了模仿勇者的游戏，这就是PangYa的由来。Chrono Fairy（时空精灵）会来到其他的世界，邀请人们以英雄代言人的身份访问PangYa，参加PangYa的游戏。

## 场地
魔法飞球中有不同的游戏场地可以选用，场地的难度以★标记，★越多的场地越难。每个场地都由18洞组成，游戏时可以选择洞的数目。
- Abott Mines（礦石收集場，★★）
Abott有一說是窩在洞穴內流連水流的人，不知道在此何意，球場是地方，故先如此翻,預計2013年8月推出，Teaser可上美國官網看。
- Blue Lagoon（晴天海岸，★）
是一个海滩场景的球道，球洞大多有海岸特色的景观。
- Blue Water（陽光世紀，又称碧水晴天，★★★）
晴天海岸的進階版本，地面的坡度及其上的障碍物布置均与原球洞不同，但场地布局基本相似。
- Blue Moon（謎幻星空，又称深邃星空，★★★）
謎幻星空是晴天海岸的另一个版本，不同的是在晴天海岸中的开球台，到謎幻星空变成了果岭，而晴天海岸果岭的位置则是謎幻星空的开球台。 场地上其他物体的位置也相应的成镜像关系。
- Wiz Wiz（魔法学院，又称霍格華滋，★★★★）
前九洞较容易，后9洞障礙物跟OB地帶非常多，对于不能稳定打出特殊球的玩家来说可能会是一个挑战。
- White Wiz（冰風學園，★★★）
魔法学院的圣诞节主题版。但一年四季都可以在这里进行游戏。
A18中该球道称作North Wiz。
- West Wiz（魔幻城堡，★）
魔幻城堡是魔法学院的简易版。
- Sepia Wind（飛翔原野，又称原野之风，★★★）
- Wind Hill（秋風丘陵，又稱風速競賽，★★★★★）
總體地形與飛翔原野大同小異，但是在關鍵的地點加上了樹木進行阻擋，加大了難度，同時這個場地的風向變換莫測，甚至同一個洞的不同區域的風力，風向都不同，讓預測球的準確落點變得不可能。
- Silvia Cannon（西薇亚要塞，★★★★）
在戰艦上的球場，非常考驗玩家們的對各種技巧球的使用，一個不小心就有可能出現O.B。另外場地中還擁有各種各樣的飛行器械，會產生極大的風力把球儘可能的向地表壓去，減低飛行距離，相對的，地區里也有不少大型風扇產生向上風力來提高球的飛行距離。
- Ice Cannon（極地冰原，★★）
地形包含雪地、結冰的湖面、船艦及雄偉的峭壁；難度不高，可利用結冰湖面賺取不少Pang點。
- Shining Sand（沙漠遺跡，★★）
地圖內充滿了金字塔、飛行的石塊及可以增長飛行距離的魔鏡。
- Pink Wind（櫻之國度，★）
絢麗的櫻花花瓣不停的飄揚在球道的四週，搭配著湖畔、小山坡及精緻的建築物，是所有地圖中最美的一張！
- Deep Inferno（深淵火海，又稱神秘異界，★★★★★）
Deep Inferno 是魔法飞球第三季更新的一部分，充滿著火龍及各式各樣您無法想像的魔界生物，高山及許多的障礙物。短草區的覆蓋率較低，大多數時候需要在95%甚至85%的長草區進行擊打，平添許多難度。果岭的坡度也十分的大，让人感觉有时候抽杆会比推杆更简单。
- Ice Spa（雪地溫泉，★★）
極地溫泉是PangYa島唯一的雪地溫泉區域，許多喜歡溫泉的企鵝們定居在這裡，並將這裡當成他們的遊樂園。
- Lost Seaway（迷失航道，★）
魔法飛球第四季：Delight 中的場地。球道周圍滿是海盜船，并且球道中擁有不少在“沙漠遺跡”場地中出現的增長飛行距離的魔鏡，估計會是一個獲得PANG幣的好場地。
- Wiz City（魔法城市， ★★）
魔法飛球第四季中最新公佈的場地，現在已經放出PV，所有正在運營伺服器已更新。

## 角色
魔法飞球中玩家可以以不同的人物进行游戏。第一次进入游戏的用户会按照注册时填写的性别分配到小杰或是娜娜（未被分配到的人物仍可以在商店中购买）。从游戏内的商店中可以购买饰品来装扮人物，或是购买新人物。
小傑（Nuri/）
15岁的少年，被小爱邀请到PANGYA岛參加PANGYA庆典。小杰同時還是古時拯救了PANGYA島的勇者的後裔，雖然打高爾夫的時間只有兩個月，但是血液里的天賦已經開始顯現了出來。
娜娜（Hana/）
梳著馬尾辮的14歲少女，由瑪雅邀請到PANGYA島參加PANGYA慶典，有著和小杰相似的能力。
安東（Azer/）
41歲的元警官，受到PANGYA島上RIVERA村村長千金露露的邀請來參加PANGYA慶典。
安莉（Cecilia/）
27歲的金髮女性，PANGYA島的原住民，所屬西維亞艦隊一等航海士，此次作為西維亞艦隊的代表參加到。PANGYA慶典。
馬克斯（Max/小马哥/）
23歲，擁有成為一名戰鬥機駕駛員夢想的長髮青年。原本是一名頂級的網球運動員，但是在一次飛機失事中掉落到PANGYA島，後來被當地居民救起，接著就參加了PANGYA慶典。
酷兒（Kooh/）
所屬PANGYA島周邊海域最強的海賊團，海賊船“LunaTum”的少女團長，現年11歲，擁有一只手就拉動大炮的力量。最重要的事物是爸爸，然後是大炮。
艾琳（Arin/）
出身于魔法世家的20歲的少女魔法師，WizWiz的首席畢業生。在PANGYA慶典上暗戀上了馬克斯，決定參加慶典，用好的成績讓馬克斯能夠注意到她。身邊還帶著寵物鳥“德芙”。
卡兹（Kaz/）
继承了魔王灵魂的18歲少年。一年前由戀人凱倫以生命的代價压制了体内的魔王的灵魂，但是卻失去了大部分的記憶。現在爲了尋找失去的記憶，在已經成為靈體的凱倫的陪同下，參加了PANGYA慶典。
露希雅（Lucia/）
大人氣歌手，17歲。露希雅有收集寶石的癖好，在從蒂蒂那裡聽說了PANGYA島上埋藏了不少寶石后，露希雅決定以參加PANGYA慶典為由上PANGYA島收集寶石。
奈兒（Nell/）
具有玲瓏可愛外貌的奈兒是PangYa島上最高魔法師卡迪的弟子，雖然背後隱藏著用魔法碎片誕生的秘密，她自己全然不知，是一個充滿童真的八歲小孩（真實年齡一歲）。
絲碧卡（Spika/）
調查PANGYA島魔法的科學家(研修生)，好奇心旺盛的16歲(地球年齡)少女

### 球童
每位球童有不同屬性與被動能力
小白
小黑
小爱
莱姆
小布
蒂蒂
瑪雅
拉鲁（露露）
凯蒂

## 外部連結
- PangYa韓國官網 （页面存档备份，存于）
- PangYa日本官網 （页面存档备份，存于）
- PangYa美國官方網站 （页面存档备份，存于）
- PangYa泰國官方網站 （页面存档备份，存于）